# Erzengel-Michael-Kirche (Katowice)

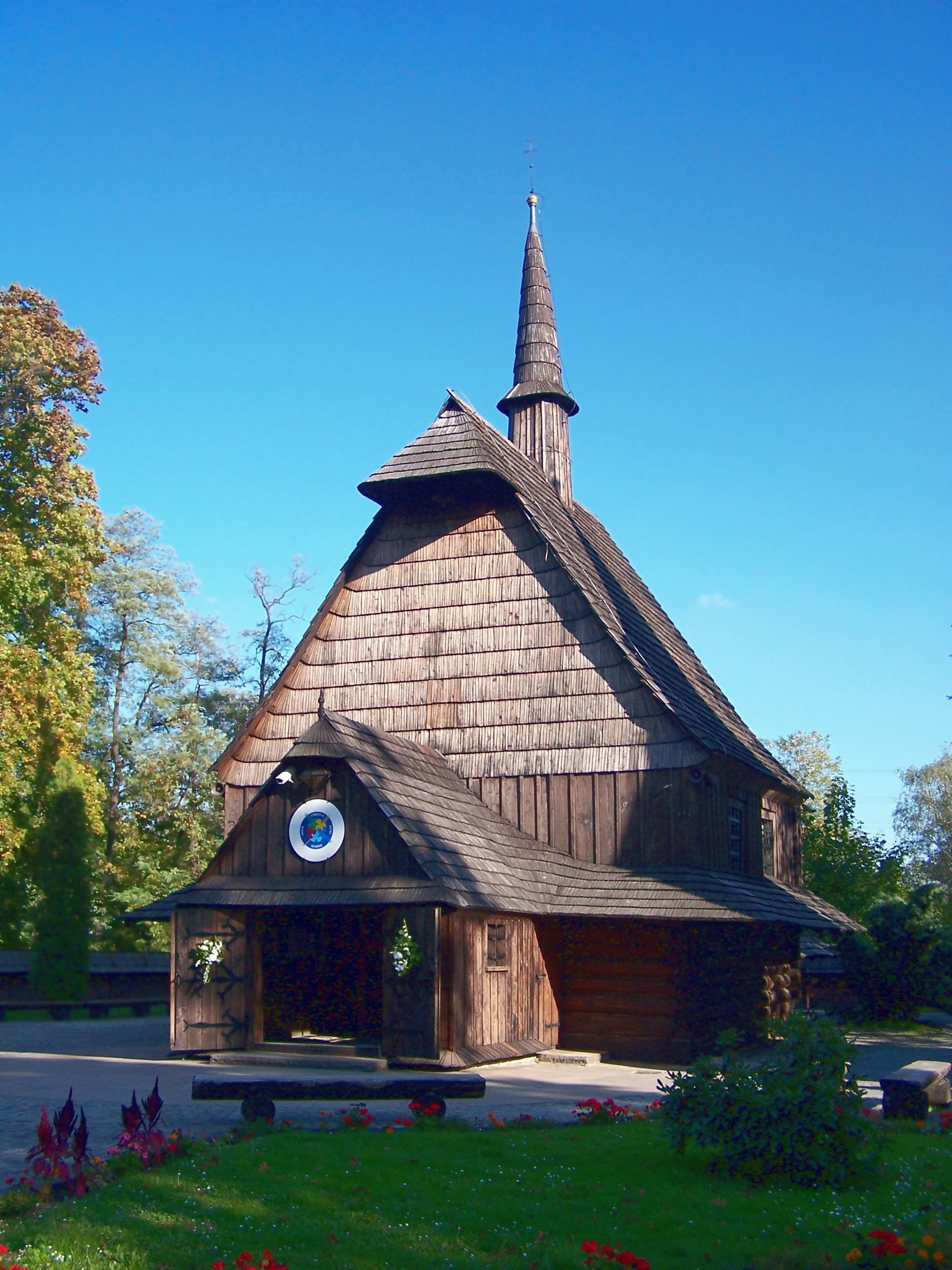
Außenansicht

Die Erzengel-Michael-Kirche in Katowice ist eine Schrotholzkirche aus dem 16. Jahrhundert. Sie befindet sich im Kościuszko-Park im Stadtteil Brynów.

## Geschichte
Das ursprünglich 1510 im Ort Syrynia (Syrin) im Powiat Wodzisławski errichtete Kirchengebäude wurde 1938 nach Kattowitz umgesetzt. In Syrynia hieß sie ursprünglich Markuskirche. Die Kirche war das erste Gebäude für ein geplantes Freilichtmuseum, das letztendlich nicht realisiert wurde. Der freistehende Kirchturm stammt aus dem 17. Jahrhundert.
Um 1907/1908 plante man die Abtragung der Schrotholzkirche in Syrin, worauf sie in das Verzeichnis der Kunstdenkmäler (Verz. VI 10) „die einen besonderen wissenschaftlichen, geschichtlichen oder künstlerischen Wert haben“ der Provinzial-Kommission aufgenommen wurde. Dadurch blieb die Kirche erhalten.
2009 wurde auf dem Kirchengelände ein Lapidarium errichtet. Dort befinden sich derzeit u. a. die Grabsteine von Szczepan Gaida und Carl Pelchel.